# Park (cognome)
Park (박?, 博, 朴?) è un cognome di lingua coreana.

## Possibili trascrizioni
Back, Bahk, Bak, Pahk, Pak.

## Origine e diffusione
Tutti i clan Park in Corea risalgono al primo re di Silla, Hyeokgeose. Secondo una leggenda, i capi dei sei clan della confederazione di Jinhan si erano radunati su una collina per scegliere un re, quando guardarono in basso e videro un fulmine ai piedi del monte Yangsan e un cavallo bianco inchinarsi nello stesso luogo. Quando giunsero lì per controllare, trovarono un uovo rosso, dal quale uscì un bambino. Fecero il bagno al ragazzo nel vicino ruscello, lui emise una luce intensa e il Sole e la Luna sorsero contemporaneamente, indicando l'origine divina del bambino. Fu quindi chiamato Hyeokgeose, "guida con una luce brillante", e il nome del suo clan divenne Bak o "zucca" dalla forma rotonda dell'uovo da cui era nato. A 13 anni gli fu dato il titolo di geoseogan (거서간), all'epoca equivalente di "re". Le leggende sulle nascite dei primi re coreani erano necessari per validare la natura divina del loro potere.
Si tratta del 3º cognome per diffusione in Corea secondo i dati del Korean National Statistics Office del 2015. Conta circa 4192080 presenze.

## Persone
- Park Jae-sang, meglio noto come Psy, rapper sudcoreano
- Park Ji-hyo, cantante sudcoreana
- Park Jin-young, cantante e produttore discografico sudcoreano
- Park Seonghwa, cantante, rapper e ballerino sudcoreano (gruppo ATEEZ)